# Klasztor Sant Jeroni de Cotalba
Klasztor Sant Jeroni de Cotalba – klasztor hieronimitów, który znajduje się w gminie Alfauir, w comarce La Safor, w Walencji, w Hiszpanii. Założony w XIV wieku.

## Galeria

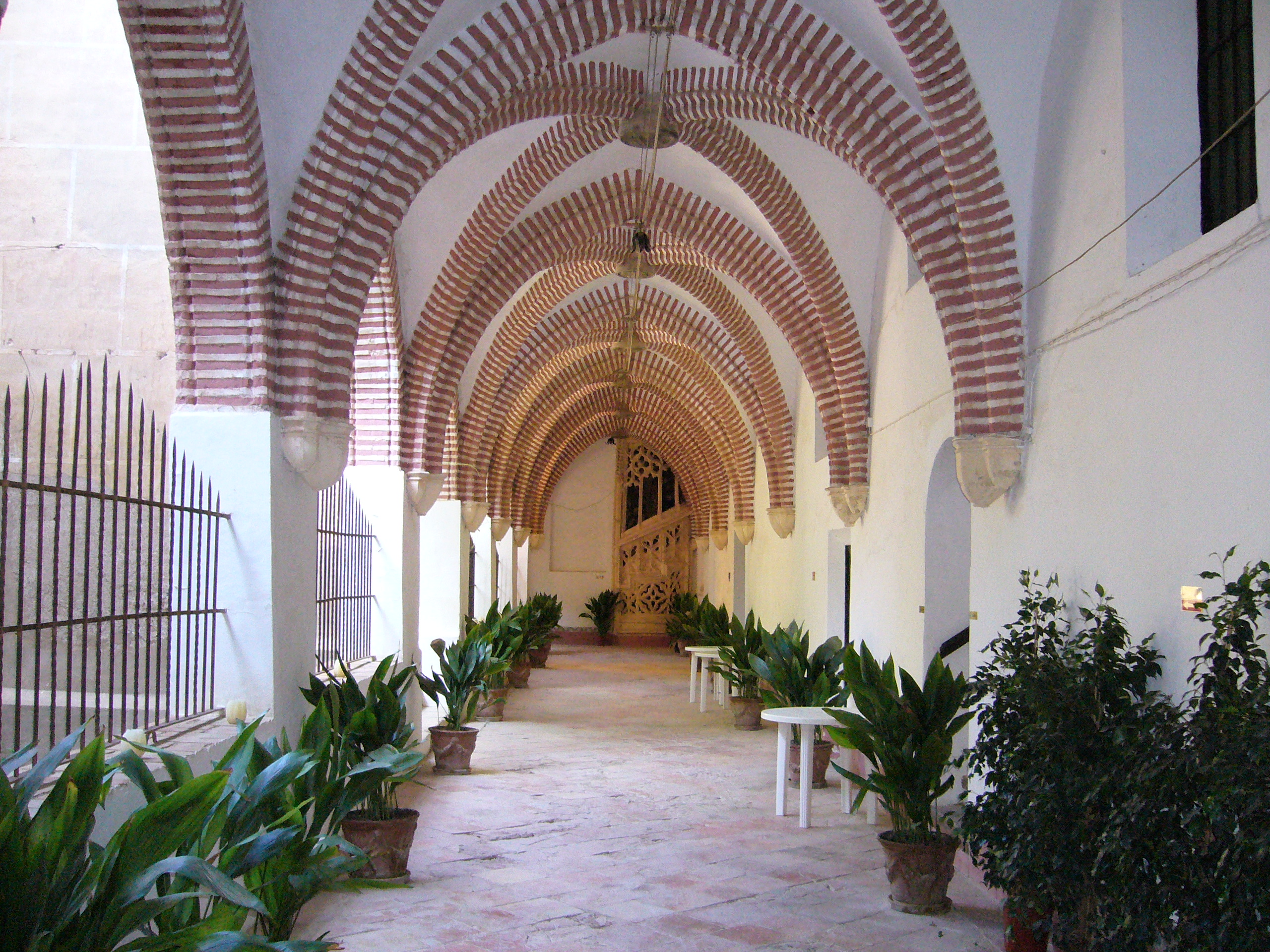
Klasztor mudéjar
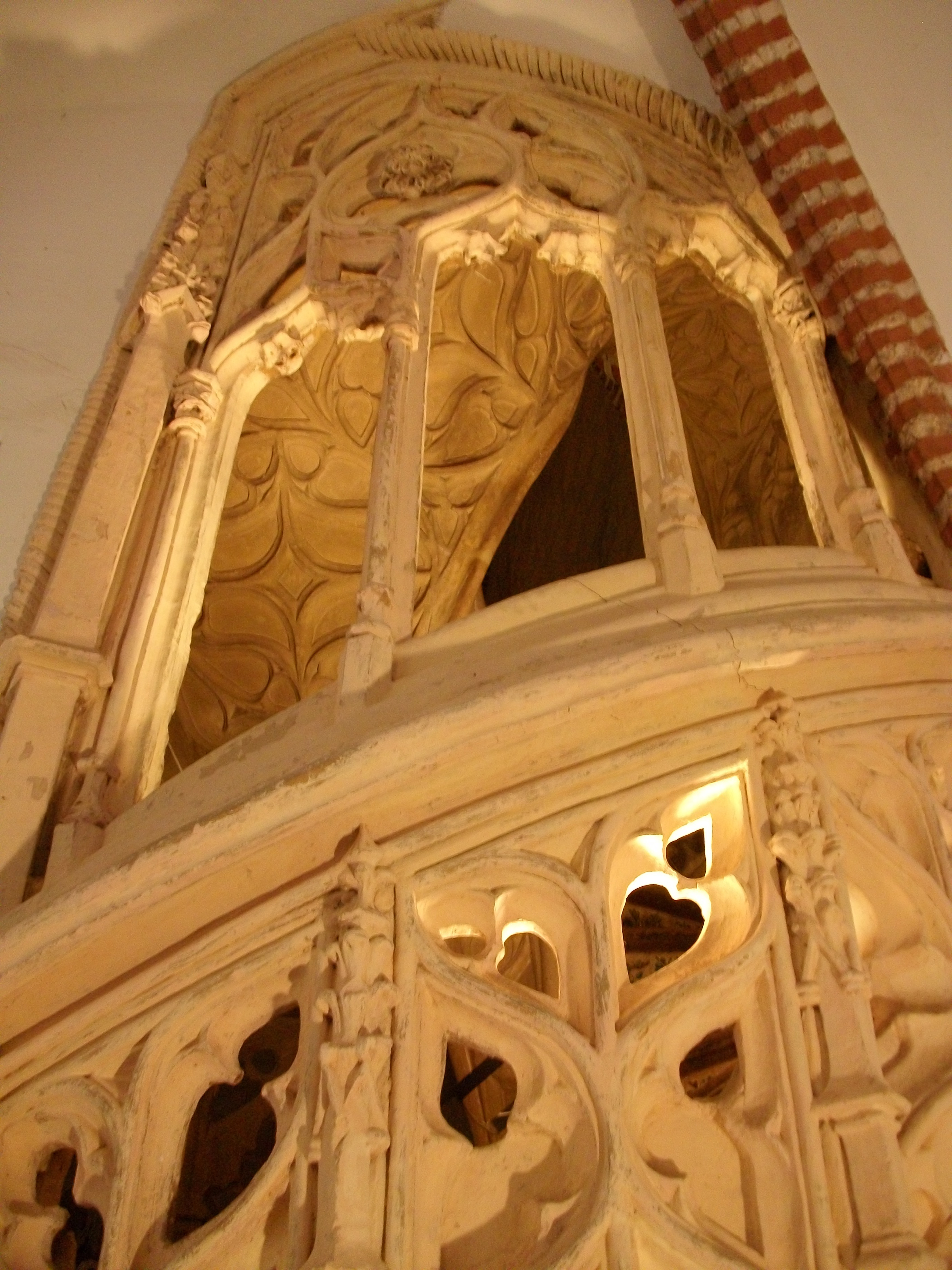
Schody gotyckie flamboyant
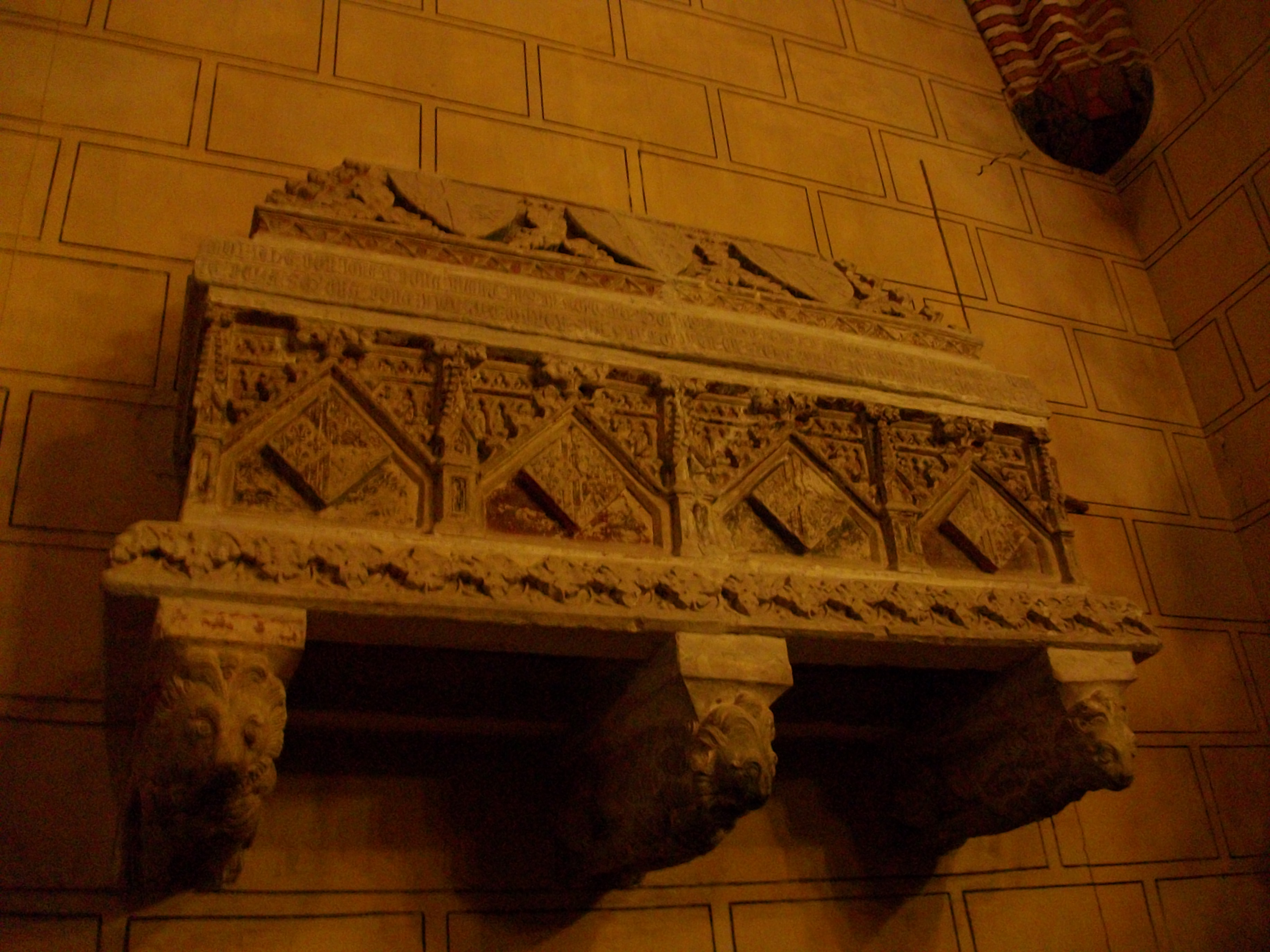
Średniowieczny sarkofag